# Syldavia
La Syldavia (in sildavo: Зйлдавйа /zɪlˈdavja/), nota anche come Il regno del Pellicano Nero, è uno Stato immaginario, situato nell'Europa dell'Est, che funge da ambientazione in alcune storie a fumetti della serie Le avventure di Tintin di Hergé e nel film in animazione Tintin et le lac aux requins (1972) da cui è stato ricavato un albo a fumetti fuori serie. È stato ipotizzato che il nome venne ideato grazie a due prestiti sillabici di nomi di nazioni reali dell'Europa orientale: la Transylvania e alla Moldavia.

## Caratterizzazione

### Geografia

Balcani, collocazione generica della Syldavia e della Borduria

Ubicata nei Balcani, ha 642 000 abitanti. Il Paese è composto dalle due grandi vallate dei fiumi Wladir e Multus che si congiungono a Klow, la capitale (122 000 abitanti). Tra le altre città, Niedzrow (46 000 abitanti), Sbrodj (14 000 abitanti, sede del centro di ricerca atomica), St. Wladimir (9 500 abitanti), Kragoniedin (stabilimento termale, 7 000 abitanti). La Syldavia confina con un'altra terra immaginaria, la Borduria. La collocazione geografica precisa non è mai stata definita con certezza, offrendo a studiosi dell'opera di Hergé, fan e autoproclamati Consoli di Syldavia l'opportunità di fare ricerche e ipotesi varie.

### Storia
Il Paese fu sotto la dominazione turca per più di due secoli, fino al 1127 quando gli slavi riconquistarono il territorio sotto la guida di Hveghi, il quale diventò il re Muskar I. Era popolata da tribù nomadi di cui non si conoscono le origini. Nel XIV secolo i turchi cominciarono a invadere i Balcani con l'occupazione delle pianure e costrinsero le popolazioni slave a rifugiarsi sulle montagne. Un accanito e decisivo combattimento ebbe luogo nelle piane di Moltus, in prossimità di Zileheroum, capitale turca della Syldavia, tra l'armata occupante e le truppe di Hveghi. Questi sconfisse gli aggressori e fu incoronato kar (re) con il nome di Valoroso (Muskar) e il capoluogo fu denominato Klow (ovvero città riconquistata). Di conseguenza il sildavo divenne una lingua germanica malgrado la grafia cirillica.

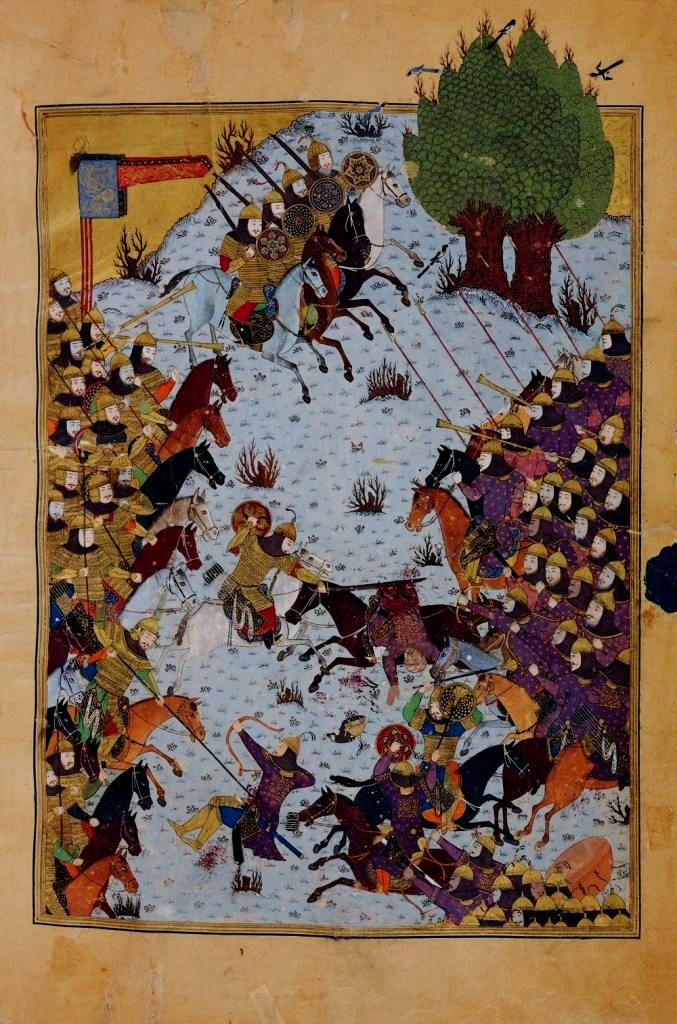
La miniatura della battaglia di Zileheroum sembra sia stata ispirata dalle miniature persiane del XV secolo

I successori dei turchi si indebolirono gradatamente e la Borduria, Stato confinante, conquistò la Syldavia nel 1195. Nel 1275, il barone sildavo Almazout cacciò gli oppressori e divenne re sotto il nome di Ottokar I. Ciononostante fu sotto il regno di Ottokar IV che il Paese si sviluppò e venne unificato. In seguito a una disputa con un barone, il sovrano si difese brandendo il suo scettro: da quel giorno, per salvaguardare il trono, il re doveva esibire lo scettro alla folla durante la festa nazionale, dedicata a san Wladimir. Questo avvenimento è anche all'origine del motto sildaviano: Eih bennek, eih blavek, che significa, secondo le diverse versioni «Io ci sono, io ci resto», oppure «Chi ci sfiora, si punge».

### Religioni
In Syldavia si professano le tre religioni del Libro: Ebraismo, Cristianesimo, Islam.

### Lingue
La lingua ufficiale è il sildavo, una lingua germanica occidentale.

### Economia
- Il sottosuolo è molto ricco così come la superficie, assai fertile soprattutto per la coltivazione del grano.
- Le principali esportazioni sono l'acqua minerale di Klow, legname e cavalli.
- I violinisti sildavi sono molto rinomati.
- Sul territorio è presente la compagnia aerea di bandiera Syldair. Gli aeroporti si trovano a Klow (Ottokar IV International e Klow City Airport), Niedzrow, Sbrodj (C.R.A.) e Flechizaff.[5]

## Nelle storie della serieLe avventure di Tintin

### Lo scettro di Ottokar
In questa storia la Syldavia ha un governo monarchico con a capo il re Muskar XII il quale rischia di perdere il trono e l'indipendenza del suo Paese in seguito alle minacce del potente Stato confinante, la Borduria. Questo, infatti, vuole approfittare del punto debole insito nelle tradizioni sildaviane secondo le quali il monarca deve mostrarsi a tutti, il giorno della festa nazionale, impugnando lo scettro di Ottokar, fondatore della nazione nel 1275. Tintin e Milú, dopo innumerevoli sforzi e vicissitudini, riusciranno a restituire al regnante lo scettro precedentemente rubato e a sventare il complotto. In questa occasione Tintin incontra per la prima volta la cantante lirica italiana Bianca Castafiore e il suo pianista Igor Wagner i quali si trovano in Syldavia per eseguire un concerto nel palazzo reale.

### Obiettivo LunaeUomini sulla Luna
Tintin successivamente ritorna in Syldavia quando il professor Girasole viene ingaggiato dalle autorità sildave per partecipare in gran segreto a un programma di esplorazione lunare, sotto l'occhio interessato delle spie di un paese nemico (probabilmente la Borduria, nonostante i tratti occidentali del loro capo). Nel dittico Obiettivo Luna e Uomini sulla Luna non si può scorgere molto della Syldavia se non la strada che va dall'aeroporto al centro di ricerche spaziali, lungo la quale si può notare un paesaggio montuoso. In questi due albi e in quello successivo, Hergé non fa alcuna allusione al regime istituito in Syldavia. Si può supporre che la monarchia si sia mantenuta fino allo scoppio della seconda guerra mondiale, dopo la quale lo staterello potrebbe essere passato a una repubblica parlamentare sul modello di quelle occidentali. Una cosa è certa: il paese è aperto verso l'estero perché richiede l'ausilio di due tecnici stranieri tra i quali Girasole.